# Montecito Heights

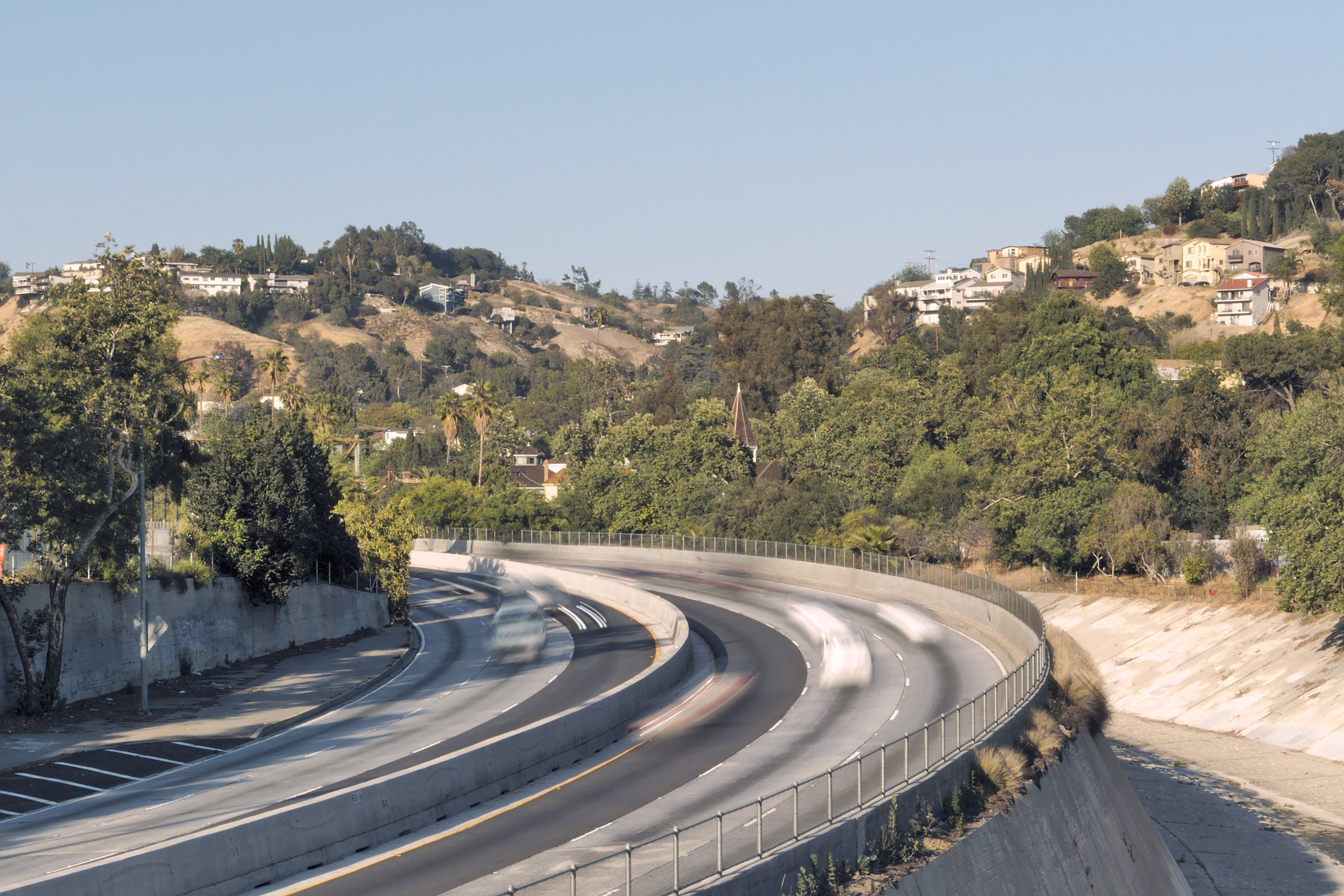
Vista da Pasadena Avenue

Montecito Heights è un quartiere dell'EstSide di Los Angeles. Secondo il censimento del 2000 la popolazione era di 16.768 abitanti.
I confini del distretto sono approssimativamente la Pasadena Freeway (SR 110) ed il fiume Arroyo Seco a nord-ovest, Pasadena Avenue ad ovest, L'Avenue 39 a sud, Huntington Drive a sud-est e Monterey Road ad est. I quartieri confinanti sono Monterey Hills a nord-est, El Sereno a sud-est, Lincoln Heights a sud-ovest, Mount Washington a nord-ovest e Highland Park a nord. Nel distretto non transita alcuna arteria stradale principale.
La maggior parte del quartiere adotta Lo ZIP Code 90031.

## Punti di interesse
- Heritage Square Museum